# Onze kunst: geïllustreerd maandschrift voor beeldende en decoratieve kunsten
Onze kunst: geïllustreerd maandschrift voor beeldende en decoratieve kunsten verscheen tussen 1902 en 1929 in Nederland.
Onze Kunst werd in 1902 opgericht, als voortzetting van het in Antwerpen verschenen tijdschrift De Vlaamse School. Een verschil ten opzichte van de voorganger was dat Onze Kunst de letterkunde weerde en zich volledig richtte op de Vlaamse en Nederlandse beeldende, uitvoerende en industriële kunst en de architectuur. Het blad werd in samenwerking uitgegeven door de Belgische uitgever Buschmann en de Nederlandse L.J. Veen – een partnerschap waarvan de basis al was gelegd in het laatste jaar van de Vlaamse School. Paul Buschmann was hoofdredacteur van Onze kunst. Het tijdschrift had een wetenschappelijk karakter en werkte met grote namen uit het vakgebied, zoals Frans Coenen, Hendrik de Marez, Jacques Mesnil, Max Rooses, Jan Veth, Louis Couperus, Jac. van Looy, Maurits Sabbe, Leo Simons, Thorn Prikker en August Vermeylen. In latere jaargangen zouden ook vrouwen het blad versterken, waaronder Etha Fles en Grada Marius. H.P. Berlage verzorgde als huistekenaar van het tijdschrift de omslagen. Daarnaast ontwierp G.W. Dijsselhof enkele omslagen.
Het tijdschrift was veelzijdig en besteedde aandacht aan alle disciplines binnen de beeldende kunst. Er was aandacht voor zowel oude als eigentijdse kunst, voor buitenlandse trends (hoewel de nadruk op Nederland en België ligt), tentoonstellingen en veilingen. Hiernaast bevatte het blad boekbesprekingen, interviews met kunstenaars en zeer veel illustraties en afbeeldingen.